# 張可盈 (香港女藝人)
張可盈（英語：Natalie Cheung，1995年2月24日—）是香港女藝人及模特兒，在2019年《亞洲小姐競選》總決賽獲得「最完美體態獎 」 而入行；並在2022年ViuTV《尾二一屆口罩小姐選舉》奪得季軍 （參選時綽號為「馬小玲」）。

## 簡介
曾就讀香港嘉諾撒學校和嘉諾撒書院；2017年以一級榮譽成績畢業於香港浸會大學傳理學院，被挑選為畢業致辭代表。2019年參加《香港小姐競選》及《亞洲小姐競選》，在香港區決賽晉身最後五強，其後於總決賽獲得《最完美體態獎》。在2022年參與ViuTV選美真人騷《尾二一屆口罩小姐選舉》奪得季軍。

## 演出作品

### 電視劇（ViuTV）
- 2024年：《瑪嘉烈與大衛系列 絲絲》飾演廖子妤中學同學Bonnie（第5、15集）
- 2024年：《法與情》飾演 秘書（第12、15集）
- 2023年：《Food Buddies》飾演 Fay（第6至10集）
- 2022年：《繩角》飾演 記者（第1集）

### 電視節目（ViuTV）
- 2022年：《尾二一屆口罩小姐選舉》參賽者（馬小玲）

### 電視節目（港台電視）
- 2022年：《港台體壇123》主持